# NGC 7462
NGC 7462 ist eine Balken-Spiralgalaxie vom Hubble-Typ SBbc im Sternbild Kranich am Südsternhimmel, die schätzungsweise 47 Millionen Lichtjahre von der Milchstraße entfernt ist. 
Im selben Himmelsareal befinden sich u. a. die Galaxien NGC 7412, NGC 7424, NGC 7456.
Das Objekt wurde am 16. Oktober 1834 von dem Astronomen John Herschel mit seinem 18,7 Zoll-Spiegelteleskop entdeckt und später von Johan Dreyer in seinen New General Catalogue aufgenommen.